# Szkoła Dramatyczna w Bydgoszczy
Szkoła Dramatyczna w Bydgoszczy – teatralna szkoła aktorska, istniejąca w latach 1945–1948 w Bydgoszczy.

## Historia
Pierwszą Szkołę Dramatyczną w Bydgoszczy założyła w 1921 r. dyrektor Teatru Miejskiego Wanda Siemaszkowa. Placówka ta służyła przez rok, do jej odejścia z Bydgoszczy.
Kolejną Szkołę Dramatyczną (teatralną) założył w marcu 1945 r. dyrektor bydgoskiego teatru Aleksander Rodziewicz. Bezpośrednią tego przyczyną był niedostatek młodych kadr aktorskich po zakończeniu II wojny światowej. Siedzibę ustanowiono w kamienicy przy ul. Cieszkowskiego 4.
Do egzaminu wstępnego przystąpiło 86 osób. Na kurs pierwszy zakwalifikowano 32 osoby w różnym wieku (17-30 lat). Program nauczania realizowano popołudniami we wszystkie dni tygodnia (z wyjątkiem niedziel). Nauczycielami dykcji, deklamacji i podstaw gry aktorskiej byli reżyserzy teatralni: Zofia Modrzewska i Czesław Strzelecki, który prowadził także zajęcia z historii dramatu. Historię kultury i literatury wykładał Jan Piechocki. Wiadomości z zakresu kostiumologii i charakteryzacji przekazywała Jadwiga Daszkiewicz. Natomiast Adam Grzymała-Siedlecki prowadził lekcje poświęcone analizie tekstu. Tajniki zawodu przybliżali słuchaczom również aktorzy: Lidia Kownacka, Maria Wilkoszewska, Mieczysław Wielicz, Kazimierz Wichniarz.
Mimo finansowego wsparcia ze strony Ministerstwa Kultury i Sztuki, szkoła była skromnie wyposażona. Brakowało podręczników, dlatego wykładowcy korzystali z różnych skryptów i własnych notatek. Dla potrzeb szkoły Czesław Strzelecki wydał niewielką publikację „Historia teatru polskiego”.
Program oparto na ramowym układzie zajęć obowiązujących w przedwojennej Warszawskiej Szkole Dramatycznej. Adepci szkoły zdobywali szlif sceniczny, występując w różnych rolach w kolejnych pozycjach repertuarowych teatru bydgoskiego. Przyszli aktorzy wykazywali duże zaangażowanie w działalności kulturalnej. Zorganizowali rewię w Domu Kultury (dziś hotel Pod Orłem), z konferansjerką Hieronima Konieczki. Występowali także z recytacjami i fragmentami sztuk w świetlicach i klubach. Po półtora roku nauki, przystępowano do egzaminu wewnętrznego, a następnie egzaminu państwowego w Państwowym Instytucie Sztuki Teatralnej w Łodzi.
Po odejściu z Bydgoszczy Aleksandra Rodziewicza, dyrektorem szkoły został Adam Grzymała-Siedlecki. Pod jego kierunkiem szkoła działała już tylko jeden rok. Została zlikwidowana w 1948 roku ze względu na zaistniałą zasadę centralizmu polityki kulturalnej państwa.

### Absolwenci
Szkołę Dramatyczną w Bydgoszczy ukończyło 20 aktorek i aktorów. Różnie potoczyły się losy jej absolwentów. Wanda Rucińska i Hieronim Konieczka związali się na stałe z miejscową sceną i grali na niej do momentu przejścia na emeryturę. Inni, bądź występowali tu z przerwami, jak np. Irena Smurawska, Edward Rominkiewicz, czy Zdzisław Zachariusz, bądź wyjechali do Warszawy, Łodzi, Bielska-Białej lub Poznania. Zbigniew Gawroński i Marian Szul grali przez pewien czas w teatrze toruńskim. Krystyna Wiszniewska została solistką opery łódzkiej, a Waldemar Januszkiewicz – solistą operetki warszawskiej. Marta Nowosad poświęciła się piosence. Dwóch wychowanków szkoły zostało dziennikarzami: Jerzy Mirecki (Rozgłośnia Polskiego Radia), Janusz Markiewicz (publicysta i kierownik oddziału poznańskiego „Ilustrowanego Kuriera Polskiego”).